# Hafen Kapstadt
Der Hafen Kapstadt (engl. Port of Cape Town) ist ein  Seehafen in der Republik Südafrika und befindet sich in der Tafelbucht am nordwestlichen Stadtrand von Kapstadt am Atlantischen Ozean.
Betreiber und Verwalter ist die Transnet National Ports Authority.

## Geschichte
Die Geschichte des Hafens geht auf die Niederländische Ostindien-Kompanie zurück. Das Unternehmen baute die Victoria and Alfred Basins im Jahr 1652, zuvor war die Bucht ein Ankerplatz. Die Victoria & Alfred Waterfront ist das historisch erhaltene Hafenviertel Kapstadts.

## Wirtschaftliche Bedeutung

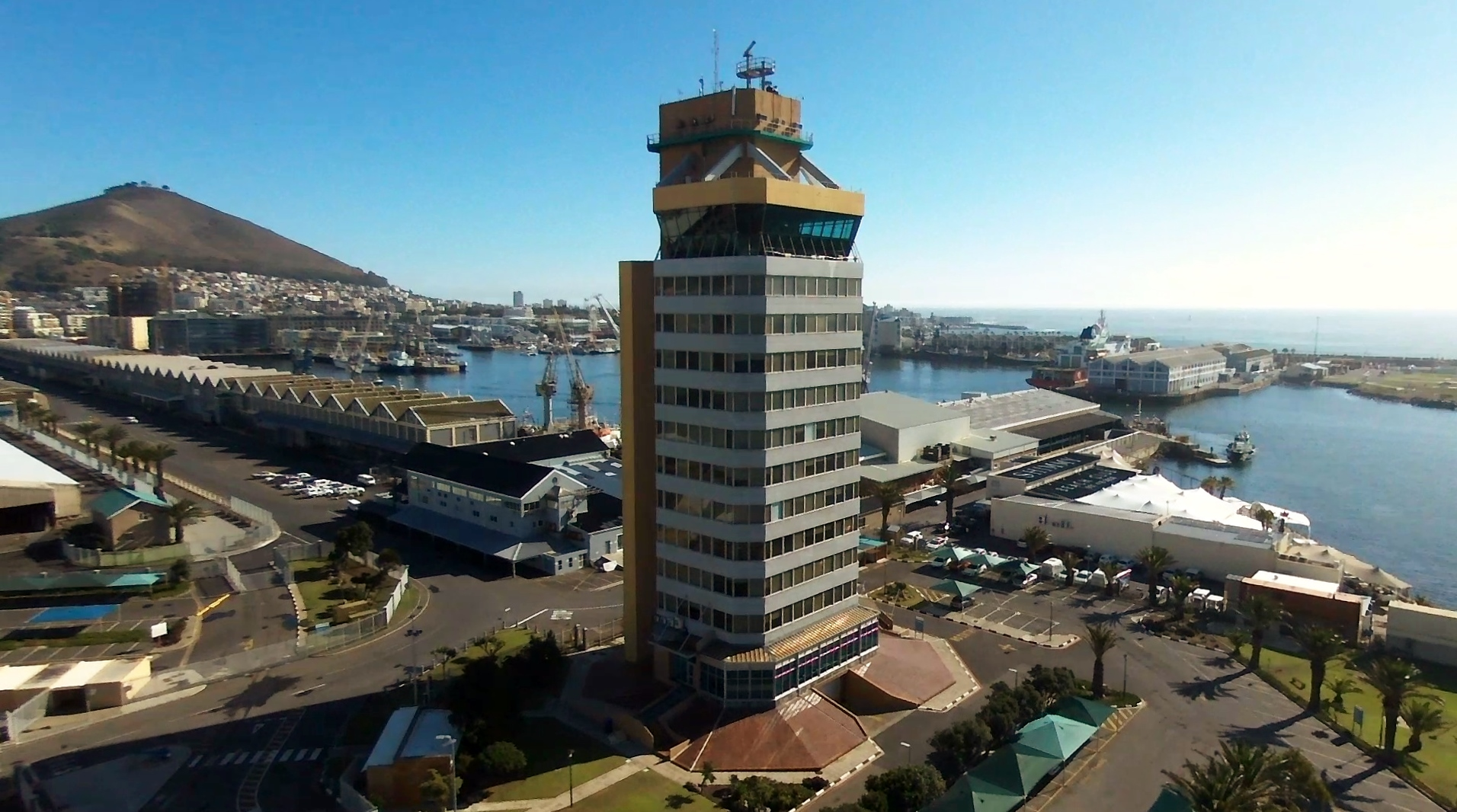
Hafenverwaltung und Hafenanlagen

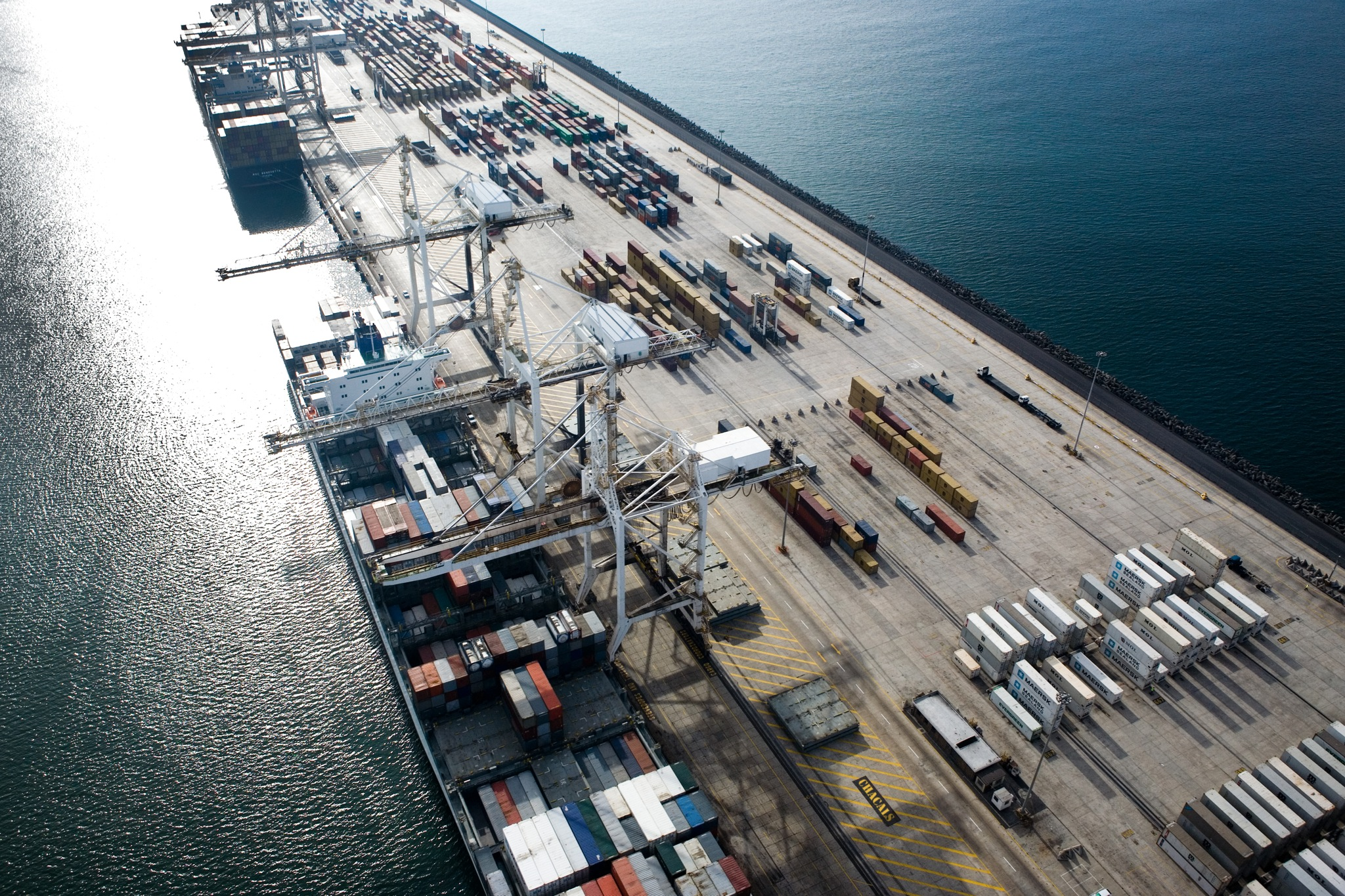
Containerkai von Kapstadt

Im Hafen werden Stückgut, Schüttgut, Rohstoffe und Container umgeschlagen. Außerdem ist er ein Fischerei- und Kreuzfahrthafen sowie eine Marina. Über den Hafen werden die meisten Früchte des Landes exportiert.